# Sicya bala
Sicya bala är en fjärilsart som beskrevs av Druce 1892. Sicya bala ingår i släktet Sicya och familjen mätare. Inga underarter finns listade i Catalogue of Life.